# Bidens
 Bidens  L., 1753 è un genere di piante angiosperme dicotiledoni della famiglia delle Asteraceae, sottofamiglia Asteroideae, tribù Coreopsideae e sottotribù Coreopsidinae.

## Etimologia
L'etimologia del nome generico (Bidens) deriva da due parole latine ”bis” (= due volte) e “dens” (= dente) e si riferisce alle setole degli acheni di alcune specie di questo genere formate da due denti appuntiti. I primi studiosi rinascimentali della natura tra cui anche Pietro Andrea Mattioli (1501 – 1578), umanista e medico oltre che botanico, avevano inserito le specie di questo genere nel gruppo delle Epatorium; ma fu il botanico francese Joseph Pitton de Tournefort (1656 – 1708) che dando importanza al carattere dell'achenio per primo usò questo nome.
Il nome scientifico del genere è stato definito dal botanico Carl von Linné (1707-1778) nella pubblicazione " Species Plantarum" ( Sp. Pl. [Linnaeus] 2: 831) del 1753.

## Descrizione

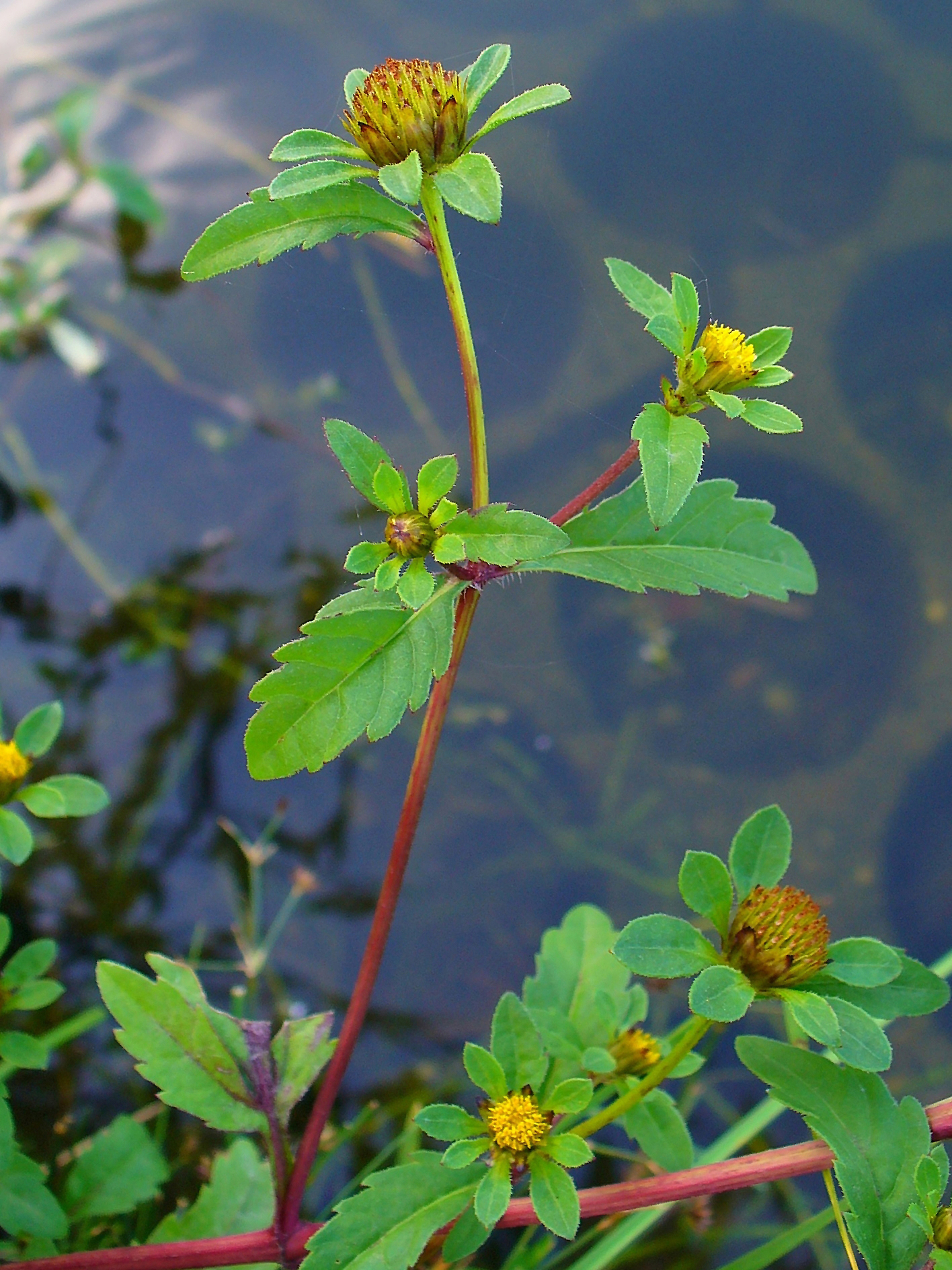
Il portamento
(Bidens tripartita)

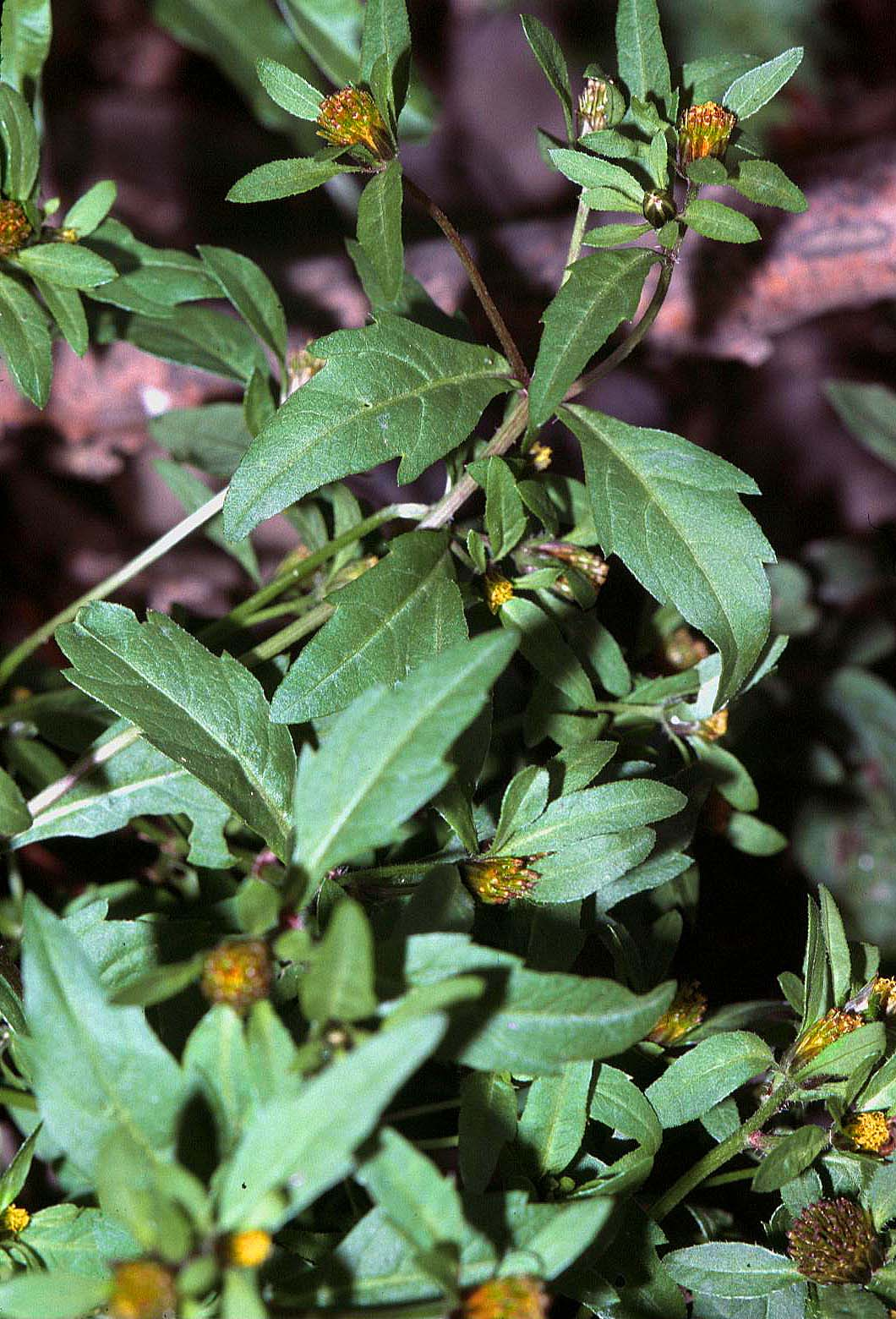
Le foglie
(Bidens connata)

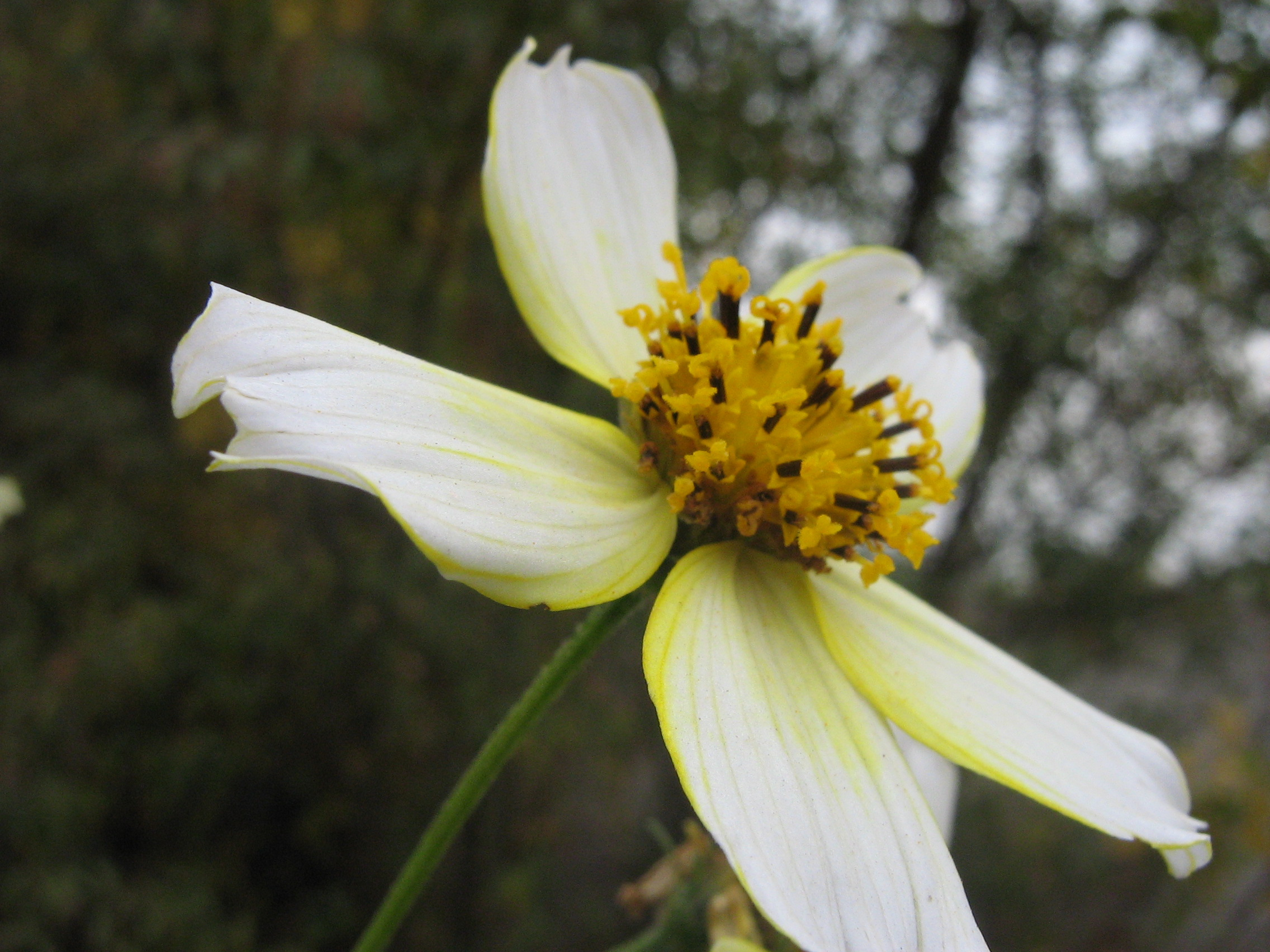
Infiorescenza
(Bidens aurea)

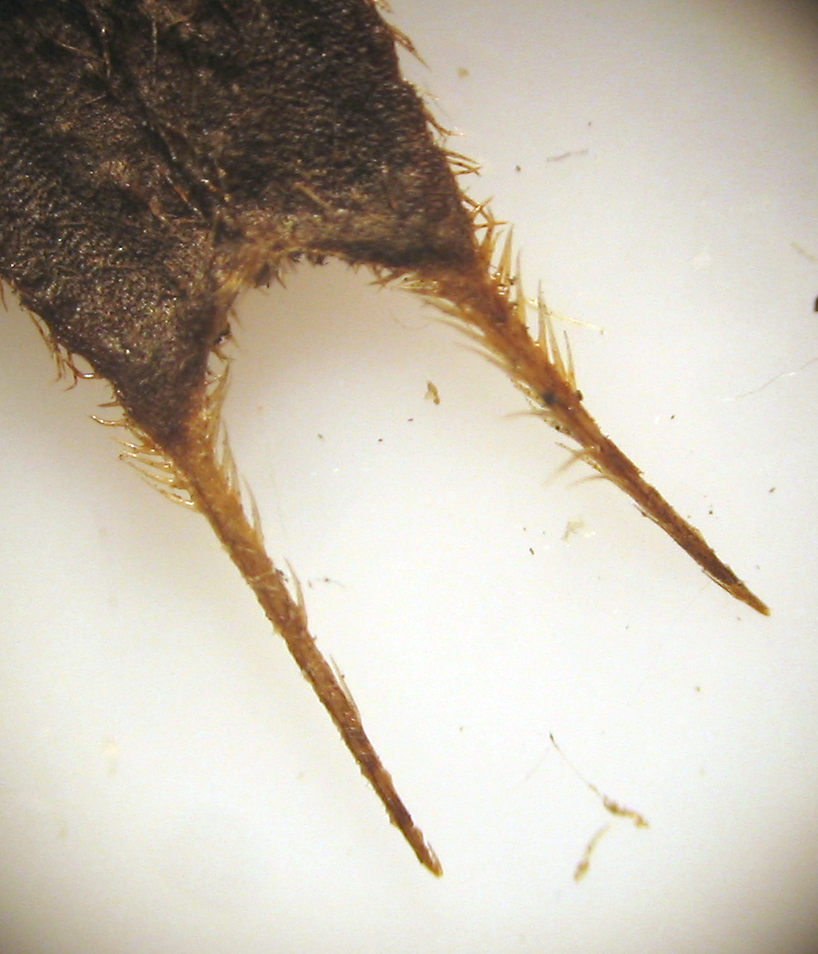
Il frutto (particolare delle reste)
(Bidens tripartita)

Portamento.  Il ciclo biologico può essere sia annuale (la maggioranza delle specie spontanee italiane) che perenne. La forma biologica prevalente (almeno per le specie europee) è terofita scaposa (T scap), ossia sono piante erbacee che differiscono dalle altre forme biologiche poiché, essendo annuali, superano la stagione avversa sotto forma di seme. Altre (Bidens aurea) hanno altre forme biologiche perenni tipo H scap (emicriptofita scaposa). Il portamento può essere simile a quello delle viti o in genere arbustivo, raramente acquatico.
Radici. Le radici in genere sono secondarie da fittone.
Fusto. 
- Parte ipogea: la parte sotterranea e di tipo fittonante o eventualmente rizomatosa a seconda della forma biologico (annua o perenne).
- Parte epigea: la parte aerea del fusto è eretta, ascendente, tubulosa (a sezione quadrangolare), può essere scanalata, normalmente glabra e ramificata ma non molto fogliosa. Queste piante in Europa raramente raggiungono i 200 cm di altezza, mentre in altri continenti come in America alcune forme arbustive o rampicanti possono raggiungere 4 – 5 m di sviluppo[11]

Foglie. Le foglie sono picciolate o sessili e a disposizione opposta lungo il caule; talvolta verso l'infiorescenza sono alternate. La lamina è intera o tripartita (eventualmente anche a 5 parti); i segmenti sono seghettati sui margini e carenati al centro. La forma dei segmenti varia da ovale a lanceolata fino quasi a lineare. Il rachide in certe specie può essere alato. Nelle forme acquatiche (come Bidens beckii Torr. ex Spreng. ) le foglie possono essere anche sommerse.
Infiorescenza. Le sinflorescenze sono formate da capolini terminali reclinati, raramente ascellari, disposti in forme panicolate aperte o qualche volta raggruppati in cime corimbose. Le infiorescenze vere e proprie sono composte da un capolino peduncolato generalmente di tipo radiato o meno spesso discoide, con fiori eterogami; raramente il capolino è solo ligulare. I capolini sono formati da un involucro, con forme da cilindriche a emisferiche o campanulate, composto da diverse brattee al cui interno un ricettacolo fa da base ai fiori di due tipi: fiori del raggio e fiori del disco. Le brattee spesso sono dimorfe su due serie (involucro doppio) e hanno dimensioni scalate. La serie esterna è composta da 5 – 13 brattee fogliacee verdi (erbacee), patenti e raggianti a forma oblunga; la serie interna si compone di 8 – 21 squame più sottili ma membranose, scariose e striate. I ricettacoli, strutture alla base dei fiori, sono piani o convessi e sono provvisti di pagliette a protezione dei fiori stessi. Diametro dell'involucro: 4 – 12 mm.
Fiori.  I fiori sono tetra-ciclici (formati cioè da 4 verticilli: calice – corolla – androceo – gineceo) e pentameri (calice e corolla formati da 5 elementi). Si distinguono in:
- fiori del raggio (esterni): (da 1 a 21 e in alcune specie assenti) sono femminili, sterili (raramente fertili) e sono disposti su una sola serie; la forma è ligulata (zigomorfa);
- fiori del disco (centrali): (da 12 a 60, fino al massimo di 150) hanno forme brevemente tubulose (attinomorfe); sono ermafroditi o funzionalmente staminali (Dicranocarpus). I fiori periferici qualche volta sono zigomorfi.

- Formula fiorale:

*/x K {\displaystyle \infty }, [C (5), A (5)], G 2 (infero), achenio 
- Calice: i sepali del calice sono ridotti ad una coroncina di squame.

- Corolla:

- fiori del raggio: la forma della corolla alla base è più o meno tubulosa-imbutiforme, mentre all'apice è ligulata; di solito sono colorate di giallo-bianco, altri colori sono giallo, arancio, raramente rosa o porpora; talvolta hanno le corolle atrofizzate, altrimenti le ligule sono bilobate o trilobate;
- fiori del disco: la forma è tubulare bruscamente divaricata in 3-5 lobi o denti; il tubo è breve o di lunghezza uguale alla gola; il colore è giallo-arancio intenso o altri colori.

- Androceo: l'androceo è formato da 5 stami sorretti da filamenti generalmente liberi; gli stami sono connati e formano un manicotto circondante lo stilo.[13] Le appendici delle antere hanno delle forme ottuse/ovate e sono barbate. I canali resinosi possono oppure non essere presenti. Il tessuto endoteciale (rivestimento interno dell'antera) è quasi sempre polarizzato (con due superfici distinte: una verso l'esterno e una verso l'interno). Il polline è sferico con un diametro medio di circa 25 micron;  è tricolporato (con tre aperture sia di tipo a fessura che tipo isodiametrica o poro) ed è echinato (con punte sporgenti).

- Gineceo: l'ovario è infero uniloculare formato da 2 carpelli concresciuti e contenente un solo ovulo.[13] I bracci dello stilo (gli stigmi) sono pubescenti filiformi con lunghe linee stigmatiche.

Frutti. I frutti sono degli acheni allungati (lineari), obcompressi, a tre o quattro angoli, oppure da obovoidi a oblunghi. Sono secchi, con parete sottile strettamente appressata attorno ad un unico seme e con un pappo munito di due/quattro (fino a 8) lunghe reste rigide e diverse setole spinate retrorse. Il colore è nerastro o marrone. La superficie può essere sia liscia che bitorzoluta. Il pappo è assente oppure è formato dalle reste descritte sopra .

## Biologia
Impollinazione: l'impollinazione avviene tramite insetti (impollinazione entomogama tramite farfalle diurne e notturne).

Riproduzione: la fecondazione avviene fondamentalmente tramite l'impollinazione dei fiori (vedi sopra).

Dispersione: i semi (gli acheni) cadendo a terra sono successivamente dispersi soprattutto da insetti tipo formiche (disseminazione mirmecoria). In questo tipo di piante avviene anche un altro tipo di dispersione: zoocoria. Infatti gli uncini delle brattee dell'involucro (se presenti) si agganciano ai peli degli animali di passaggio disperdendo così anche su lunghe distanze i semi della pianta. Inoltre per merito del pappo (se presente) il vento può trasportare i semi anche a distanza di alcuni chilometri (disseminazione anemocora).

## Distribuzione e habitat
La distribuzione di questo genere è abbastanza cosmopolita con prevalenza nelle zone subtropicali, tropicali e caldo-temperate dell'America. L'habitat tipico per le specie di questo genere sono i luoghi umidi, i prati paludosi, i margini delle pozze e ruscelli, ma anche zone incolte (alcune specie sono considerate infestanti). 
Delle 11 specie spontanee della flora italiana solo 5 vivono sull'arco alpino. La tabella seguente mette in evidenza alcuni dati relativi all'habitat, al substrato e alla distribuzione delle specie alpine.
| Specie | Comunità vegetali | Piani vegetazionali | Substrato | pH     | Livello trofico | H2O     | Ambiente       | Zona alpina                          |
| --- | ----------------- | ------------------- | --------- | ------ | --------------- | ------- | -------------- | ------------------------------------ |
| B. bipinnata | 2                 | collinare           | Ca – Si   | neutro | alto            | medio   | B1 B2          | tutto l'arco alpino (escl. CN PN UD) |
| B. cernua | 2                 | collinare           | Ca – Si   | neutro | alto            | bagnato | A3             | CN TO VA CO TN BZ VR BL              |
| B. frondosa | 2                 | collinare           | Ca – Si   | neutro | alto            | umido   | A4 B2 B5       | tutto l'arco alpino (escl. VC PN)    |
| B. radiata | 2                 | collinare           | Ca – Si   | neutro | alto            | bagnato | A4 B2 B5       | UD                                   |
| B. tripartita subsp bullata | 2                 | collinare           | Ca – Si   | neutro | alto            | bagnato | A3 A4 B5 I2    | NO                                   |
| B. tripartita subsp tripartita | 2                 | montano collinare   | Ca – Si   | neutro | alto            | bagnato | A3 A4 B1 B2 B5 | tutto l'arco alpino (escl. VA BG VR) |
| Legenda e note alla tabella. Substrato con “Ca/Si” si intendono rocce di carattere intermedio (calcari silicei e simili); vengono prese in considerazione solo le zone alpine del territorio italiano (sono indicate le sigle delle province). Comunità vegetali: 2 = comunità terofiche pioniere nitrofile Ambienti: A3 = ambienti acquatici come rive, stagni, fossi e paludi; A4 = ambienti umidi, temporaneamente inondati o a umidità variabile; B1 = campi, colture e incolti; B2 = ambienti ruderali, scarpate; B5 = rive, vicinanze corsi d'acqua; I2 = boschi di latifoglie. |                   |                     |           |        |                 |         |                |                                      |

## Sistematica
La famiglia di appartenenza di questa voce (Asteraceae o Compositae, nomen conservandum) probabilmente originaria del Sud America, è la più numerosa del mondo vegetale, comprende oltre 23.000 specie distribuite su 1.535 generi, oppure 22.750 specie e 1.530 generi secondo altre fonti (una delle checklist più aggiornata elenca fino a 1.679 generi). La famiglia attualmente (2021) è divisa in 16 sottofamiglie; la sottofamiglia Asteroideae è una di queste e rappresenta l'evoluzione più recente di tutta la famiglia.

### Filogenesi
Il gruppo di questa voce è descritto nella sottotribù Coreopsidinae caratterizzata da capolini sotteso da una (o più) brattee fogliacee, da foglie con una disposizione opposta e da bracci dello stilo più corti dell'area stigmatica.
La posizione filogenetica, nell'ambito della sottotribù, di  Bidens è problematica. Inizialmente sembrava occupasse una posizione politomica tra le sottotribù Coreopsidinae e Chrysanthellinae, in seguito analisi più dettagliate lo hanno posizionato più vicino al "core" della sottotribù ma lo hanno anche evidenziato come polifiletico distribuito fra alcuni "rami" cladistici del genere Coreopsis (polifiletico pure questo).

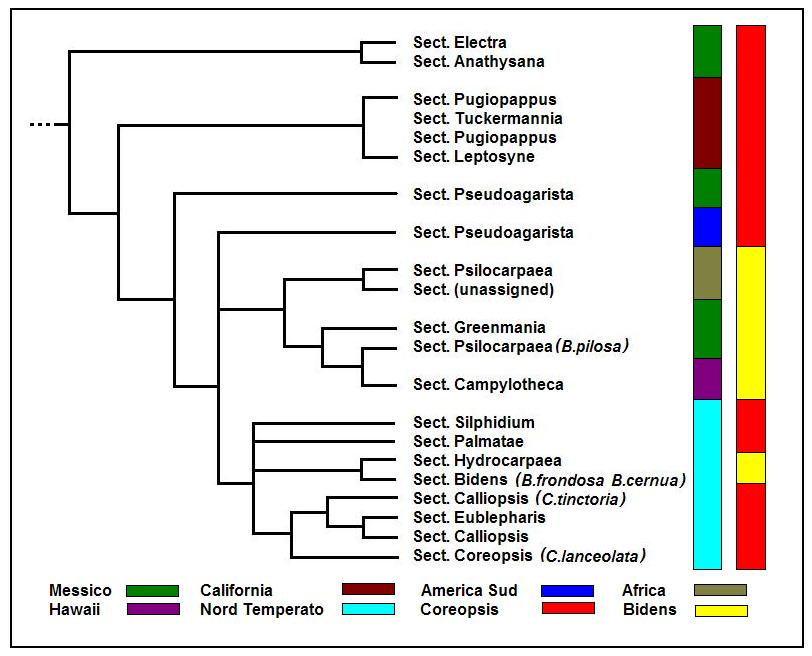
Cladogramma Bidens-Coreopsis
(sono indicate alcune specie spontanee del territorio italiano)

Secondo alcune ricerche (basate sulle specie del Nord America) risulta che Bidens non è monofiletico, sembra anzi che sia legato molto strettamente al genere Coreopsis (anche quest'ultimo non è monofiletico). In particolare alcune sezioni di quest'ultimo genere insieme ad altre del genere Bidens sono invece monofiletiche. Questo fatto risulta chiaramente evidente dal cladogramma (vedi a lato) tratto da un'altra ricerca basata sul DNA nucleare dei ribosomi di diverse specie sia di Coreopsis che di Bidens.
I caratteri distintivi del genere sono:
- i fiori del disco sono bisessuali, pochi sono funzionalmente maschili;
- i bracci dello stilo sono privi di larghe appendici papillose;
- gli acheni possiedono delle reste spinose (non se originari dell'Africa).

Il numero cromosomico delle specie di questa voce è: 2n = 20, 22, 24, 34 e 36.
Il genere è composto da 223 specie, delle quali una decina sono spontanee dei territori italiani.

### Variabilità
Sono piante che si adattano a condizioni ambientali anche molto diverse per cui presentano morfologie di vario tipo. Il numero cromosomico delle specie in genere è relativamente alto (circa 48), almeno per le specie europee, questo significa una certa tendenza alla varietà genetica (vedi ad esempio le sottospecie bullata e tripartita della specie Bidens tripartita). Un'altra caratteristica di questo genere è la facilità di ibridazione; nella famiglia delle Asteraceae, insieme al genere Antennaria e il genere Helianthus, presenta la più alta frequenza di ibridazione. 

Uno studio significativo su questo genere è stato fatto nelle isole Hawaii. La comprensione del fenomeno della speciazione del genere Bidens qui è facilitata in quanto queste isole sono relativamente recenti (non più di 6 milioni di anni fa). Probabilmente la colonizzazione del genere iniziò con pochi individui (i frutti sono muniti di setole seghettate che facilmente possono aderire alla pelliccia o alle penne degli animali); attualmente sono presenti 19 specie e 8 sottospecie posizionate in ambienti estremamente vari: dal livello del mare fino a 2200 m s.l.m. passando dalle foreste pluviali a zone semi-desertiche. Queste differenziazioni morfologiche ed ecologiche sono ancora maggiori di quelle che si riscontrano, sempre per questo genere, nel resto del mondo.

La parte più variabile di queste piante sono le foglie che possono presentarsi semplici o composte (uno-due-tre-pennatosette); le brattee esterne degli involucri possono essere più o meno raggianti e con forme che vanno da oblanceolate a lineari.
Un elemento utile alla classificazione delle specie di questo genere è il frutto achenio. Questo può presentarsi sotto varie forme:
- achenio piano-compresso (e quindi bitagliente);

- le reste sono quattro tutte più o meno uguali (Bidens cernua);
- le reste sono due lunghe e due brevi;

- le setole sono erette (Bidens tripartita);
- le setole sono patenti (Bidens frondosa);

- achenio a forma lineare-tetragona;

- le reste sono quattro (Bidens bipinnata);
- le reste sono due (Bidens aurea).

### Specie spontanee italiane
Elenco delle specie presenti in Italia:
- Bidens aurea (Aiton) Sherff - Forbicina lineare
- Bidens bipinnata  L. - Forbicina bipennata
- Bidens cernua  L. - Forbicina intera
- Bidens connata  Muhl. ex Willd. - Forbicina saldata (alcune checklist non la includono in Italia[23])
- Bidens frondosa  L. - Forbicina peduncolata
- Bidens laevis  (L.) Britton, Sterns & Poggenb. (non indicata nella "Flora d'Italia")
- Bidens pilosa  L. - Forbicina pelosa
- Bidens radiata  Thuill. - Forbicina raggiante
- Bidens subalternans  DC. - Forbicina sudamericana
- Bidens tripartita  L. - Forbicina canapa acquatica
- Bidens vulgata  Greene - Forbicina comune

All'elenco precedente è da aggiungere l'ibrido tra B. cernua × B. frondosa.
- Bidens × decipiens Warnst.

Chiave per le specie
- 1A: gli acheni hanno delle forme lineari e fusiformi, quadrangolari con 4 angoli acuti;

Bidens pilosa L. - Forbicina pelosa: l'altezza della pianta è di 3 – 10 dm; il ciclo biologico è annuo; la forma biologica è terofita scaposa (T scap); il tipo corologico è Sub-cosmopolita (Messico e Sud-america); l'habitat tipico sono i fossi, i fanghi, i luoghi umidi; sul territorio italiano si trova naturalizzata e considerata rara nel Nord e in Sicilia fino ad un'altitudine di 300 m s.l.m..
- 1B: gli acheni hanno delle forme lanceolate o lineari e appiattiti, più o meno quadrangolari con 2 angoli acuti;

- 2A: i capolini hanno un portamento pendente; la forma delle fogle è sempre semplice (intera);

Bidens cernua L. - Forbicina intera: l'altezza della pianta è di 1 – 10 dm; il ciclo biologico è annuo; la forma biologica è terofita scaposa (T scap); il tipo corologico è Circumboreale; l'habitat tipico sono i fossi, i fanghi e i luoghi umidi; è rara e la distribuzione sul territorio italiano è relativa al nord e centro fino ad un'altitudine di 600 m s.l.m..
- 2B: i capolini hanno un portamento eretto; la forma delle fogle è composta o semplice;

- 3A: i fiori liguati sono 8-13; le ligule sono lunghe 10-30 mm;

Bidens aurea (Aiton) Sheriff - Forbicina lineare: l'altezza della pianta è di 4 – 7 dm; il ciclo biologico è perenne; la forma biologica è emicriptofita scaposa (H scap); il tipo corologico è Centro-Nord americano; l'habitat tipico sono i coltivi, inoltre è naturalizzata su fanghi e nei luoghi umidi; sul territorio italiano si trova in modo discontinuo al centro fino ad una altitudine di 300 m s.l.m. (è considerata rara).
- 3B:  i fiori liguati sono 0-5; le ligule (se presenti) sono lunghe 2-6 mm;

- 4A: le foglie sono del tipo 2-pennatosette;

Bidens bipinnata L. - Forbicina bipennata: i lobi delle foglie variano da romboidali a largamente lanceolati; l'altezza della pianta è di 3 – 8 dm; il ciclo biologico è annuo; la forma biologica è terofita scaposa (T scap); il tipo corologico è Nord-americano; l'habitat tipico sono gli incolti e gli orti; sul territorio italiano si trova soprattutto al nord fino ad una altitudine di 500 m s.l.m..
Bidens subalternans  DC. - Forbicina sudamericana: i lobi delle foglie sono lineari-lanceolati; l'altezza della pianta è di 3 – 8 dm; il ciclo biologico è annuo; la forma biologica è terofita scaposa (T scap); il tipo corologico è Sud-americano; l'habitat tipico sono gli ambienti urbanizzati e agricoli (invasiva sul Carso Triestino); sul territorio italiano si trova con discontinuità  fino ad una altitudine di 500 m s.l.m..
- 4B: le foglie non sono del tipo pennato;

- 5A: le setole sul bordo degli acheni sono erette, sono riflesse sulle reste; le foglie sono pennatosette con 5 segmenti;

Bidens frondosa L. - Forbicina peduncolata: le brattee dell'involucro sono 8; l'altezza della pianta è di 3 – 15 dm; il ciclo biologico è annuo; la forma biologica è terofita scaposa (T scap); il tipo corologico è Nord-americano (Canada e USA); l'habitat tipico sono i fossi, i fanghi, i luoghi umidi e le paludi; la distribuzione sul territorio italiano è relativa al nord e centro fino ad un'altitudine di 300 m s.l.m. (è considerata rara).
Bidens vulgata  Greene - Forbicina comune: le brattee dell'involucro sono 10-16; l'altezza della pianta è di 3 – 15 dm; il ciclo biologico è annuo; la forma biologica è terofita scaposa (T scap); il tipo corologico è Nord-americano (Canada e USA); l'habitat tipico sono le aree agricole; è naturalizzata nel Triestino.
- 5B: le setole degli acheni sono sempre riflesse; le foglie sono semplici o divise in 3 segmenti;

- 6A: gli acheni hanno una forma piatta con superficie liscia;

Bidens tripartita L. - Forbicina comune: gli acheni sono lunghi 4-6 mm; l'altezza della pianta è di 3 – 9 dm; il ciclo biologico è annuo; la forma biologica è terofita scaposa (T scap); il tipo corologico è Eurasiatico; l'habitat tipico sono i fossi, le paludi e le radure dei boschi; la distribuzione sul territorio italiano è continua fino ad un'altitudine di 800 m s.l.m..
Bidens radiata  Thuill. - Forbicina raggiante: gli acheni sono lunghi 3-4 mm; l'altezza della pianta è di 3 – 9 dm; il ciclo biologico è annuo; la forma biologica è terofita scaposa (T scap); il tipo corologico è Americano; l'habitat tipico sono gli ambienti umidi e le aree agricole; la distribuzione sul territorio italiano è relativa al Nord-est.
- 6B: gli acheni hanno una forma a 4 angoli con superficie tubercolata;

Bidens connata  Muhl. ex Willd. - Forbicina saldata: l'altezza della pianta è di 3 – 9 dm; il ciclo biologico è annuo; la forma biologica è terofita scaposa (T scap); il tipo corologico è Cosmopolita; l'habitat tipico sono gli ambienti umidi e le aree agricole; la distribuzione sul territorio italiano è relativa al Nord.
All'elenco precedente va aggiunta la specie Bidens laevis  (L.) Britton, Sterns & Poggenb.: l'altezza della pianta è di 20 – 60 cm; il ciclo biologico è annuo; la forma biologica è terofita scaposa (T scap); il tipo corologico è Sud-americano (Messico, America Centrale e Sudamerica); l'habitat tipico sono i prati, le paludi e i margini di stagni, i corsi d'acqua e gli estuari; questa specie, in America, si trova fino ad un'altitudine di 2.800 m s.l.m..

### Sinonimi
Sono elencati alcuni sinonimi per questa entità:
- Campylotheca Cass.
- Megalodonta Greene
- Microlecane Sch. Bip. ex Benth. & Hook. f.

### Generi simili
Un genere molto simile a Bidens è Coreopsis (vedere il paragrafo “Filogenesi”)

## Usi
Le specie di questo genere non hanno grande utilità per l'uomo, a parte qualche utilizzo (soprattutto nel passato) nella medicina popolare come Bidens tripartita e alcune altre. In genere sono infestanti e rifiutate perfino dal bestiame. Da un punto di vista edule solamente la Bidens pilosa (originaria dall'estremo oriente) ha un certo interesse: può essere consumata come gli spinaci; nelle Filippine si usa mescolarla al riso per produrre una bevanda alcolica; mentre nel Texas con le foglie si prepara un tè.